# Transports dans les Hauts-de-Seine

Les transports dans le département français des Hauts-de-Seine sont caractérisés par la forte densité des infrastructures de transport et le trafic soutenu qu'elles supportent. Comme dans le reste de la petite couronne parisienne, les transports en commun organisés par Île-de-France Mobilités (RER, Transilien, métro...) sont fortement polarisés vers Paris, même si l'existence de pôles économiques majeurs dans ce département (en particulier le quartier d'affaires de La Défense) tend à nuancer cette polarisation.

## Transport routier

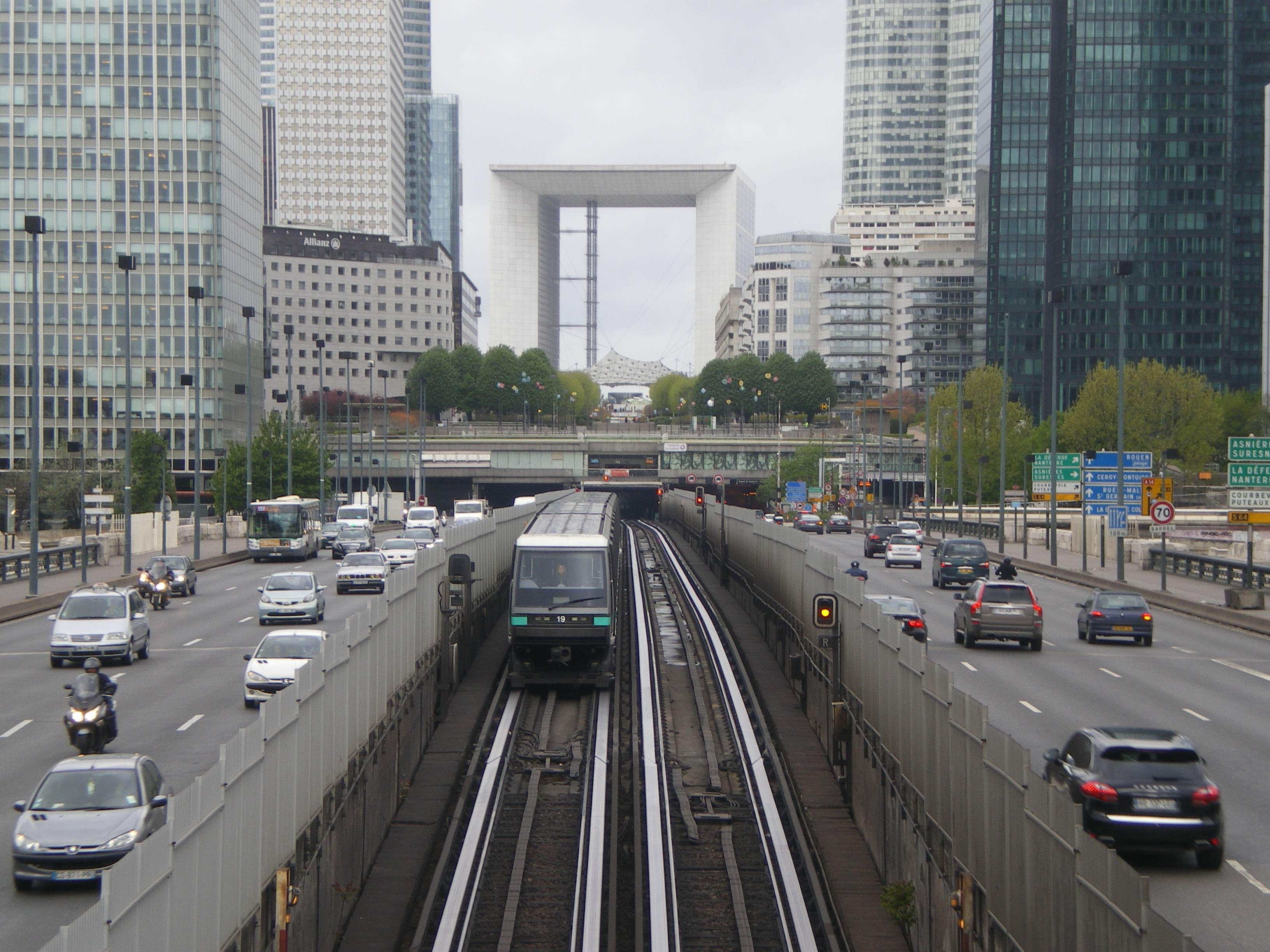
L'entrée du tunnel de Nanterre-La Défense, début de l'autoroute A14, vue depuis le pont de Neuilly.

### Infrastructures routières
Les Hauts-de-Seine, département presque entièrement urbanisé, comportent un réseau routier en grande partie constitué de rues et avenues de taille variée en agglomération, et de quelques autoroutes et voies rapides permettant un trafic plus rapide quand elles ne sont pas embouteillées. Géographiquement, le département est compris entre deux axes routiers circulaires autour de Paris, qui participent fortement à sa desserte : le boulevard périphérique de Paris côté intérieur et l'autoroute A86 côté extérieur.
Par rapport aux deux autres départements de la petite couronne, le réseau autoroutier altoséquanais présente deux traits marquants : d'une part, une seule autoroute radiale (l'A13) commence dès le boulevard périphérique de Paris (contre deux en Seine-Saint-Denis et trois dans le Val-de-Marne), trois autres voies de type autoroutier (l'A14, l'A15 et la RN 118) ne démarrant qu'après quelques kilomètres ; d'autre part, plusieurs zones urbanisées ont été préservées par la construction de tunnels, les Hauts-de-Seine possédant notamment les deux plus longs tunnels routiers d'Île-de-France (le Duplex A86 et le tunnel de Nanterre-La Défense).
La circulation est dense sur ces grands axes, dont plusieurs accueillent un trafic proche ou supérieur à 100 000 véhicules par jour en 2019.
Un vaste réseau routier souterrain assure à la fois la desserte locale et les échanges entre grands axes sous le quartier d'affaires de La Défense, qui est également entouré par le boulevard circulaire de la Défense (ou boulevard Patrick-Devedjian).

### Covoiturage et autopartage
Comme dans les autres départements de la région, Île-de-France Mobilités subventionne les trajets en covoiturage courte distance en offrant la gratuité aux détenteurs de forfaits Navigo annuel ou mensuel ou Imagine'R, auprès des opérateurs de covoiturage partenaires.

## Transport ferroviaire et transports en commun

### Historique

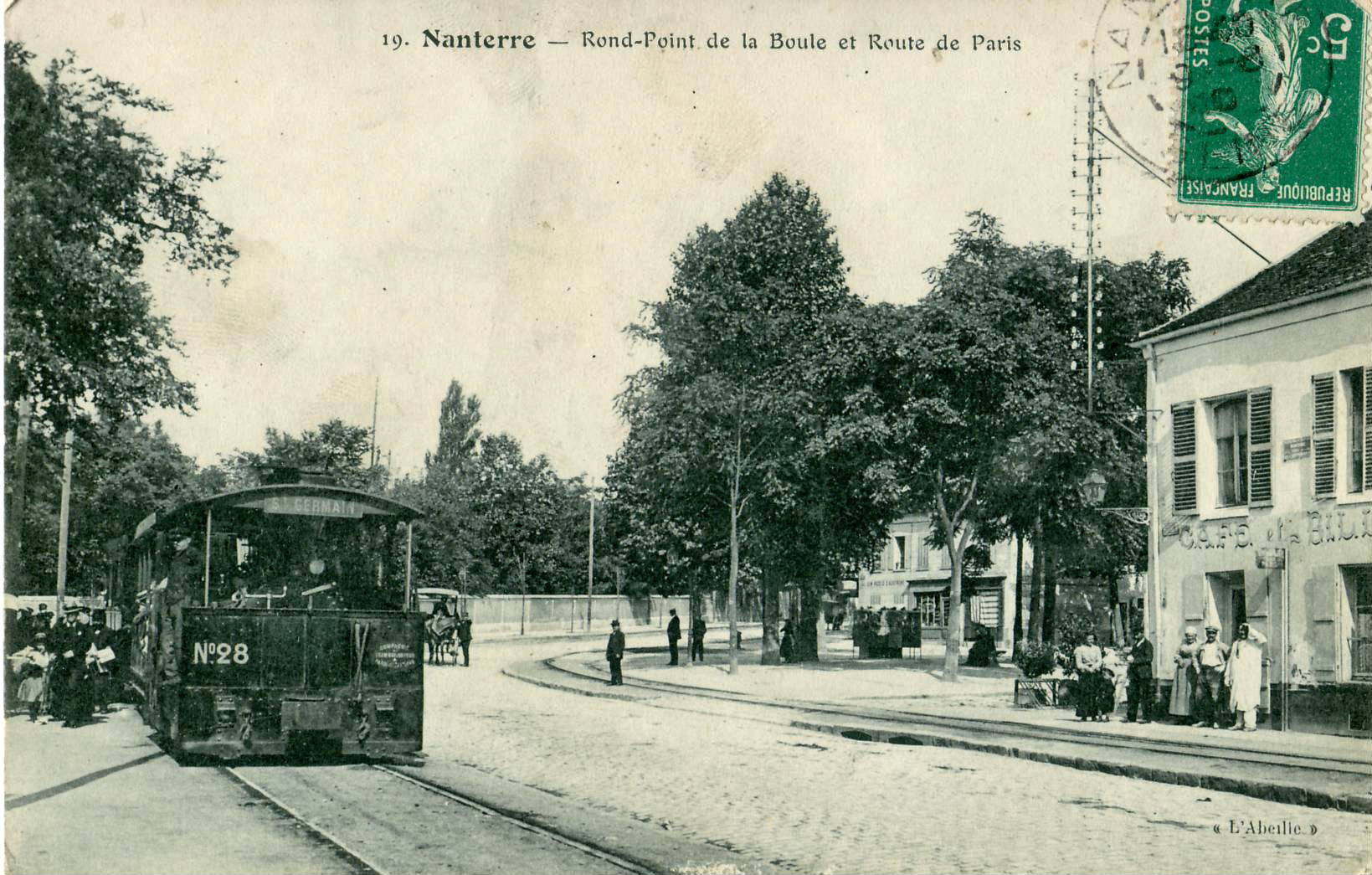
Une locomotive du tramway Paris - Saint-Germain place de la Boule à Nanterre, vers 1910.

L'actuel département des Hauts-de-Seine (alors partie des départements de la Seine et de Seine-et-Oise) a été desservi par les premières lignes ferroviaires d'Île-de-France, qui étaient aussi les premières lignes de France principalement destinées au trafic de voyageurs : la ligne de Paris-Saint-Lazare à Saint-Germain-en-Laye (alors limitée au Pecq) a été mise en service en 1837, la ligne de Paris-Saint-Lazare à Versailles-Rive-Droite en 1839 et la ligne de Paris-Montparnasse à Versailles-Rive-Gauche en 1840. Ces lignes, qui deviendront très vite les embryons des futures grandes lignes vers le nord-ouest du pays (ligne de Paris-Saint-Lazare au Havre et ligne de Paris-Montparnasse à Brest), furent complétées progressivement au cours du XIXe siècle par des lignes à vocation périurbaine, dans un territoire où l'urbanisation progressait rapidement. Le réseau d’intérêt général des Hauts-de-Seine actuels a été développé principalement par la Compagnie des chemins de fer de l'Ouest (rachetée en 1908 par l'Administration des chemins de fer de l'État), mais le nord-est du département était desservi par la ligne de La Plaine à Ermont - Eaubonne de la Compagnie des chemins de fer du Nord et le sud-est du département par la ligne de Sceaux de la Compagnie du chemin de fer de Paris à Orléans. À la fin du XIXe siècle, l'extension du chemin de fer correspondait à peu près à son développement actuel, la LGV Atlantique et le tronçon souterrain du RER A en moins.
Le développement des trafics de grande ligne et l'explosion des trafics de banlieue conduit les compagnies à développer leurs installations. L'important tronc commun situé entre les gares de Paris-Saint-Lazare et Asnières-sur-Seine compte quatre voies jusqu'au début du XXe siècle, six voies à partir de 1913 et dix voies à partir de 1928. Des technologies nouvelles sont expérimentées : la ligne des Invalides est en 1900-1902 l'une des deux premières lignes exploitées en France en traction électrique par troisième rail, et le réseau de banlieue de l'Administration des chemins de fer de l'État est presque entièrement électrifié dans les années 1920-1930, avant tous les autres réseaux de banlieue.
Comme les autres départements de la petite couronne mais à la différence des départements moins urbanisés, les Hauts-de-Seine connaîtront très peu de fermetures de lignes d'intérêt général dans les années 1930 et après la Seconde Guerre mondiale. Au contraire, les Hauts-de-Seine connaîtront en 1970 la première mise en service depuis des décennies en France d'une ligne nouvelle, la liaison Étoile - La Défense, future ligne A du RER. Ce tronçon sera prolongé plusieurs fois, et les années 1970 et 1980 verront le développement du réseau RER (principalement sur des lignes existantes) et la réélectrification des lignes de la banlieue Saint-Lazare en courant alternatif 25 kV 50 Hz. L'ouverture de la LGV Atlantique en 1989 réaffirmera la prépondérance forte du trafic de banlieue sur les lignes ferroviaires classiques de l'ouest francilien.
Les Hauts-de-Seine ont également été desservis par des modes plus légers. Dès les années 1850, un tramway hippomobile relie Paris à Boulogne-Billancourt et au-delà, à Sèvres et Versailles ; le tramway, qui sera progressivement motorisé puis électrifié, s'étendra largement jusqu'au début du XXe siècle, avant de disparaître rapidement dans les années 1930, victime du développement du métro et de l'autobus. En 1934 justement, Boulogne-Billancourt est la première commune atteinte par l'extension du métro de Paris hors des limites de la Ville ; de nombreuses extensions seront réalisées jusqu'au XXIe siècle. Le tramway réapparaîtra quant à lui dans les années 1990.
|                                |
| Le réseau ferroviaire en 1930. |

|                                     |
| Le réseau ferroviaire de nos jours. |

|                                                    |
| Carte animée de l’évolution du réseau ferroviaire. |

|                                                                     |
| Carte animée de l'évolution des réseaux urbains (tramway et métro). |

### Situation actuelle
Île-de-France Mobilités est, comme dans le reste de la région Île-de-France, autorité organisatrice de la mobilité sur la totalité du territoire départemental. 

#### Transport ferroviaire de longue distance
Les Hauts-de-Seine sont traversés par des trains Grandes Lignes (TGV inOui et Ouigo circulant sur la LGV Atlantique au départ ou à l'arrivée de Paris-Montparnasse ou assurant des missions intersecteurs) et TER (TER Normandie ou Nomad sur la ligne de Paris-Saint-Lazare au Havre, TER Normandie et TER Centre-Val de Loire ou Rémi sur la ligne de Paris-Montparnasse à Brest). Toutefois, aucun de ces trains ne s'arrête dans une gare du département.
Le projet de desserte de la gare de La Défense par des trains à grande vitesse, annoncé en 2009 par le président Nicolas Sarkozy, semble aujourd'hui abandonné.

#### RER et Transilien

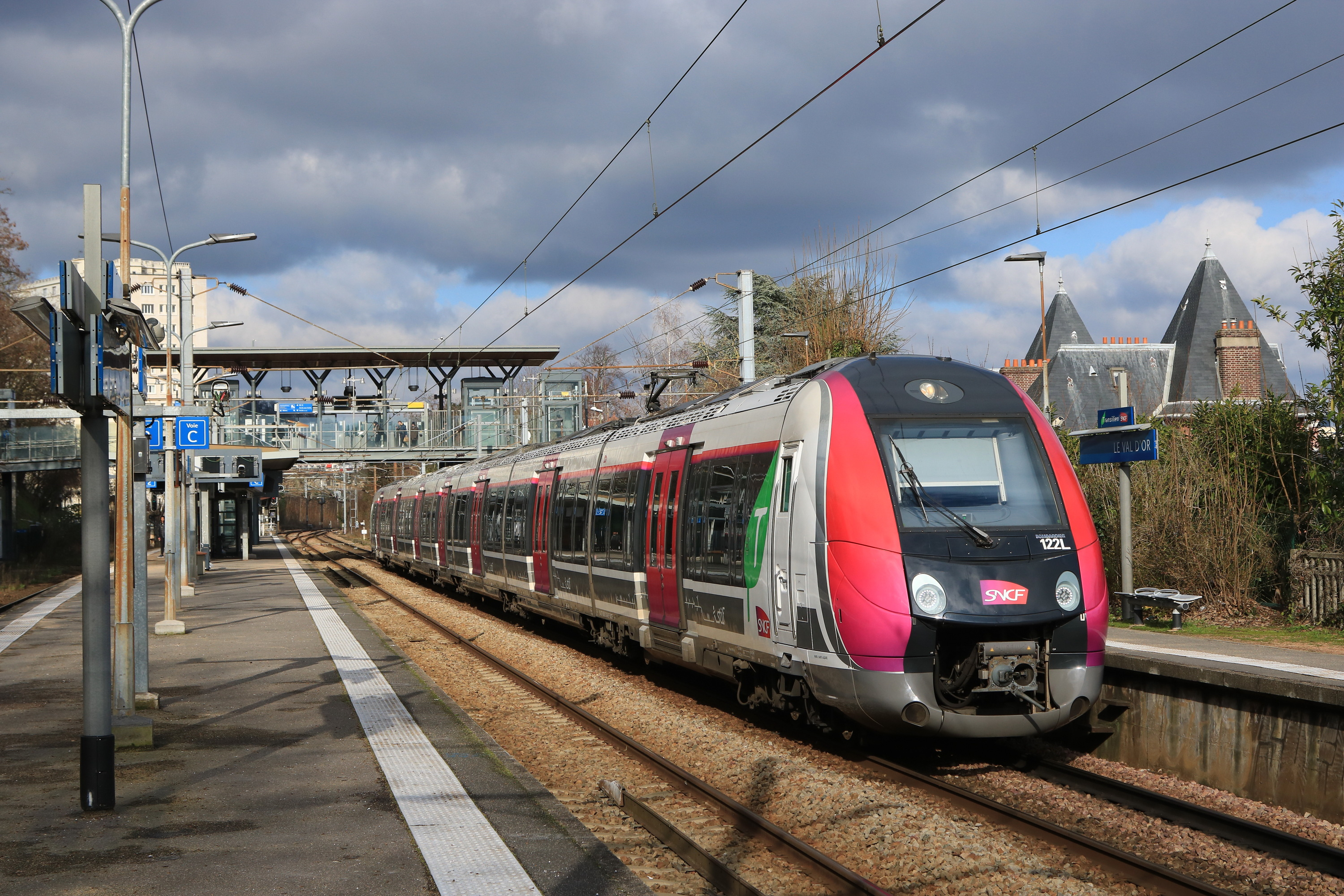
Une rame Z 50000 (Francilien) en gare du Val d'Or dans la commune de Saint-Cloud.

Les Hauts-de-Seine sont parcourus par :
- la ligne A du RER (tronc commun et branche A1), qui dessert d'est en ouest les gares RATP suivantes :
  - tronc commun : La Défense et Nanterre - Préfecture ;
  - branche A1 : Nanterre - Université, Nanterre - Ville et Rueil-Malmaison ;
- la ligne B du RER (tronc commun et branches B2 et B4), qui dessert du nord au sud les gares RATP suivantes :
  - tronc commun : Bagneux (située malgré son nom à Cachan dans le département du Val-de-Marne) et gare de Bourg-la-Reine ;
  - branche B2 : Sceaux, Fontenay-aux-Roses et Robinson ;
  - branche B4 : Parc de Sceaux, La Croix de Berny, Antony, Fontaine Michalon et Les Baconnets ;
- la ligne C du RER, dont trois branches (C1, C2 et tronc commun des branches C5 et C7) desservent les gares SNCF suivantes :
  - branche C1 du sud au nord : Les Grésillons et Gennevilliers ;
  - branche C2 : Chemin d'Antony ;
  - tronc commun des branches C5 et C7 d'est en ouest : Issy - Val de Seine, Issy, Meudon - Val Fleury et Chaville - Vélizy (cette dernière située malgré son nom à Viroflay dans le département des Yvelines) ;
- la ligne E du RER (tronc commun): La Défense et Nanterre - La Folie ;
- la ligne J du Transilien, qui dessert depuis Paris-Saint-Lazare les gares d'Asnières-sur-Seine, Bois-Colombes, Colombes et Le Stade ;
- la ligne L du Transilien, qui dessert depuis Paris-Saint-Lazare les gares de Clichy - Levallois, Asnières-sur-Seine, Bécon-les-Bruyères, Les Vallées, La Garenne-Colombes, Nanterre - Université, Courbevoie, La Défense, Puteaux, Suresnes-Mont-Valérien, Le Val d'Or, Saint-Cloud, Garches - Marnes-la-Coquette, Vaucresson, Sèvres - Ville-d'Avray et Chaville-Rive-Droite ;
- la ligne N du Transilien, qui dessert depuis Paris-Montparnasse les gares de Vanves - Malakoff, Clamart, Meudon, Bellevue, Sèvres-Rive-Gauche et Chaville-Rive-Gauche ;
- la ligne U du Transilien, qui relie La Défense à La Verrière (seule ligne du Transilien à ne pas desservir Paris), en desservant Puteaux, Suresnes-Mont-Valérien, Saint-Cloud, Sèvres - Ville-d'Avray et Chaville-Rive-Droite dans le département.

La Défense est, en trafic cumulé RATP et SNCF, la gare la plus fréquentée de France hors Paris intra muros, avec plus de 64 millions de voyageurs en 2019. Elle est aussi la troisième gare RER de la RATP et la douzième gare SNCF de France lorsque l'on sépare les deux exploitants,.
Hormis La Défense, les gares de voyageurs les plus fréquentées sont celles de Nanterre - Préfecture, Asnières-sur-Seine, Clichy - Levallois, Nanterre - Université et Bécon-les-Bruyères, avec une fréquentation annuelle entre 10 et 26 millions de voyageurs en 2019,.

#### Métro

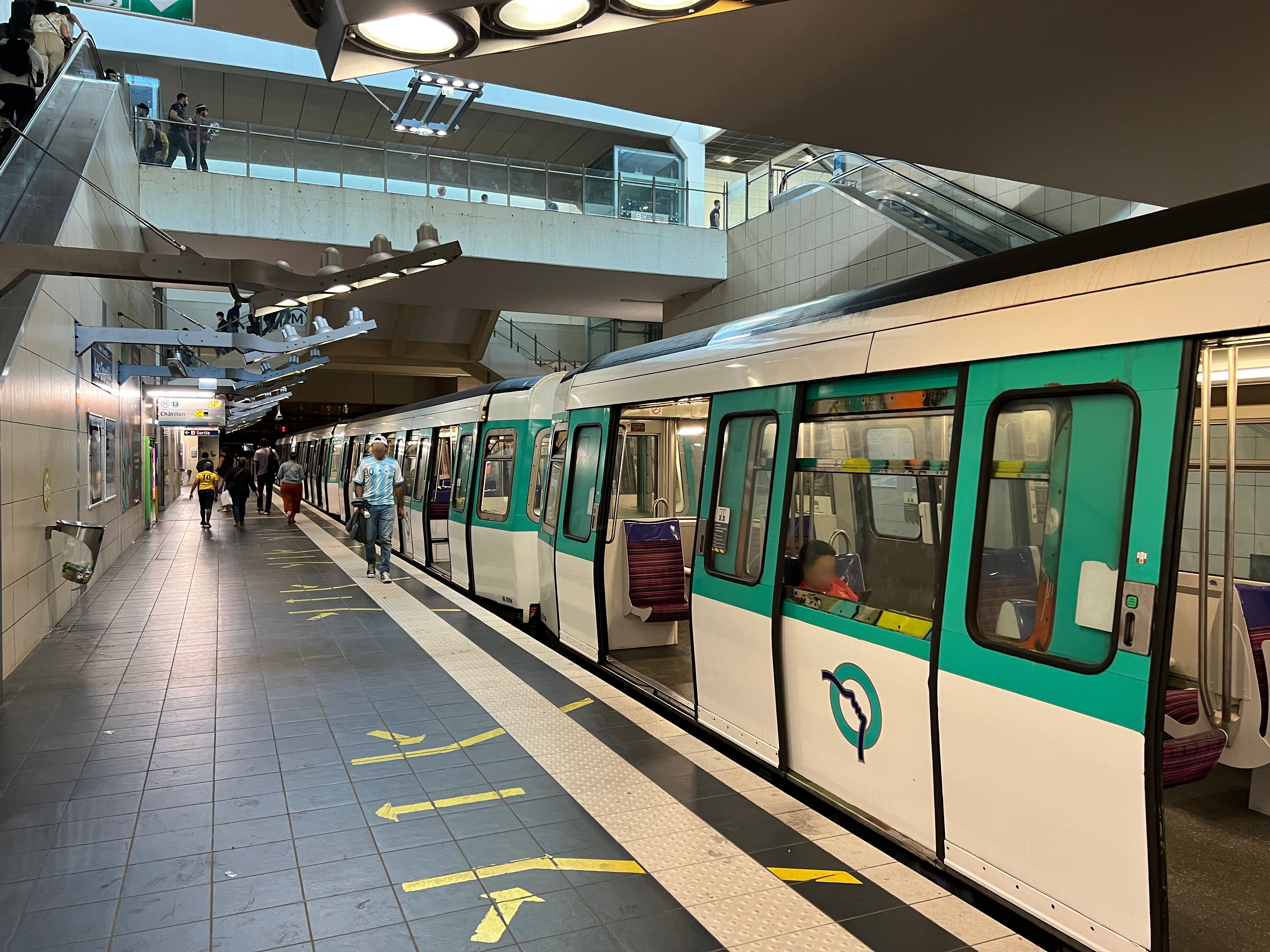
Les Courtilles, terminus nord-ouest de la ligne 13 du métro de Paris.

Les Hauts-de-Seine sont parcourus par plusieurs lignes du métro de Paris, principalement dans les communes limitrophes de Paris :
- l'extrémité ouest de la ligne 1 du métro, qui dessert quatre stations dans les communes de Neuilly-sur-Seine, Courbevoie et Puteaux, dont deux dans le quartier d'affaires de La Défense ;
- l'extrémité ouest de la ligne 3 du métro, qui dessert trois stations dans la commune de Levallois-Perret ;
- l'extrémité sud de la ligne 4 du métro, qui dessert trois stations dans les communes de Montrouge et Bagneux ;
- l'extrémité ouest de la ligne 9 du métro, qui dessert trois stations dans la commune de Boulogne-Billancourt ;
- l'extrémité ouest de la ligne 10 du métro, qui dessert deux stations dans la commune de Boulogne-Billancourt ;
- l'extrémité sud-ouest de la ligne 12 du métro, qui dessert deux stations dans la commune d'Issy-les-Moulineaux ;
- les extrémités sud et nord-ouest de la ligne 13 du métro, qui dessert sept stations dans les communes de Malakoff, Vanves, Châtillon et Montrouge au sud, Clichy, Asnières-sur-Seine et Gennevilliers au nord-ouest ;
- la ligne 14 du métro, sur quelques centaines de mètres dans la commune de Clichy (sans station dans le département).

Plusieurs lignes font l'objet de projets de prolongement dans les Hauts-de-Seine, avec des niveaux d'avancement variables : la ligne 1 vers Nanterre et Rueil-Malmaison, la ligne 3 vers Courbevoie, la ligne 10 vers Saint-Cloud et la ligne 12 vers Meudon.
Le Grand Paris Express doit desservir les Hauts-de-Seine, principalement par la ligne 15, dès 2025 pour sa section sud (communes de Bagneux, Châtillon, Montrouge, Issy-les-Moulineaux, Vanves, Clamart et Boulogne-Billancourt) et vers 2030  pour sa section ouest (communes de Boulogne-Billancourt, Saint-Cloud, Rueil-Malmaison, Suresnes, Nanterre, Puteaux, Courbevoie, Bois-Colombes, Asnières-sur-Seine et Gennevilliers). Cette ligne, en desservant près de la moitié des communes du département et en reliant entre elles la totalité des lignes de RER et Transilien et la plupart des lignes de métro du département — toutes si les prolongements listés ci-dessus sont effectivement réalisés — constituera l'un des principaux axes de transport du département.

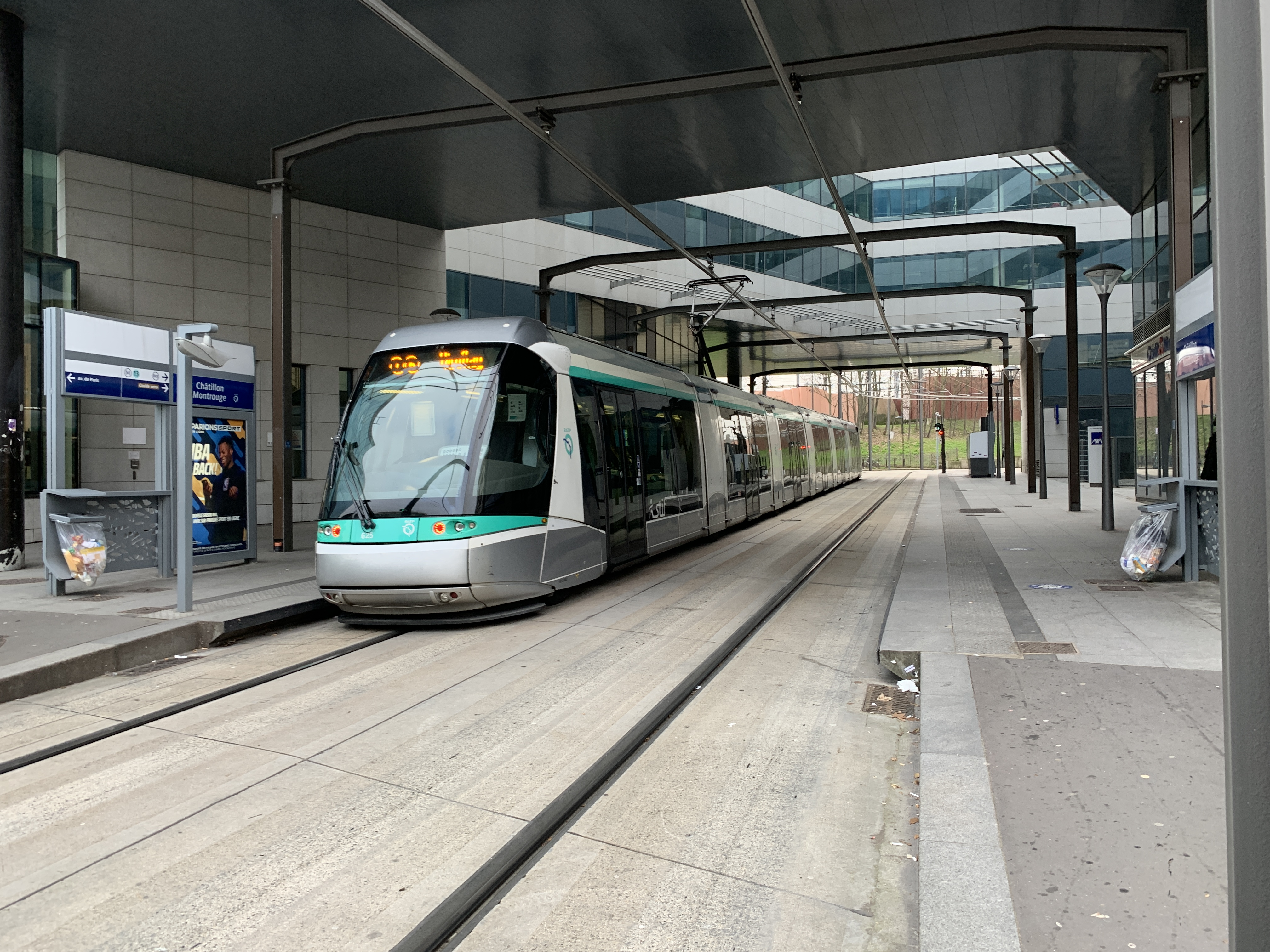
La station Châtillon - Montrouge de la ligne 6 du tramway.

#### Tramway
Les Hauts-de-Seine sont parcourus par :
- la ligne 1 du tramway, qui dessert les communes d'Asnières-sur-Seine, Gennevilliers et Villeneuve-la-Garenne et se poursuit vers la Seine-Saint-Denis ;
- la ligne 2 du tramway, qui relie Paris au Val-d'Oise sur un parcours presque entièrement altoséquanais, et dessert les communes d'Issy-les-Moulineaux, Meudon, Sèvres, Saint-Cloud, Suresnes, Puteaux, Courbevoie, La Garenne-Colombes et Colombes ; cette ligne a en partie remplacé l'ancienne ligne de Puteaux à Issy-Plaine ;
- la ligne 3a du tramway, qui ne passe pas directement dans le département mais le longe à l'intérieur de Paris sur plusieurs kilomètres ;
- la ligne 3b du tramway, qui, de même, ne passe pas directement dans le département mais le longe à l'intérieur de Paris sur quelques centaines de mètres ;
- la ligne 6 du tramway, qui dessert les communes de Châtillon, Montrouge, Clamart et Meudon et se poursuit vers les Yvelines.
- la ligne 10 du tramway, qui relie Antony, Châtenay-Malabry, Le Plessis-Robinson et Clamart.

Plusieurs projets de tramway sont situés dans les Hauts-de-Seine : prolongements envisagés des lignes 1 et 3b et 10.

#### Autobus

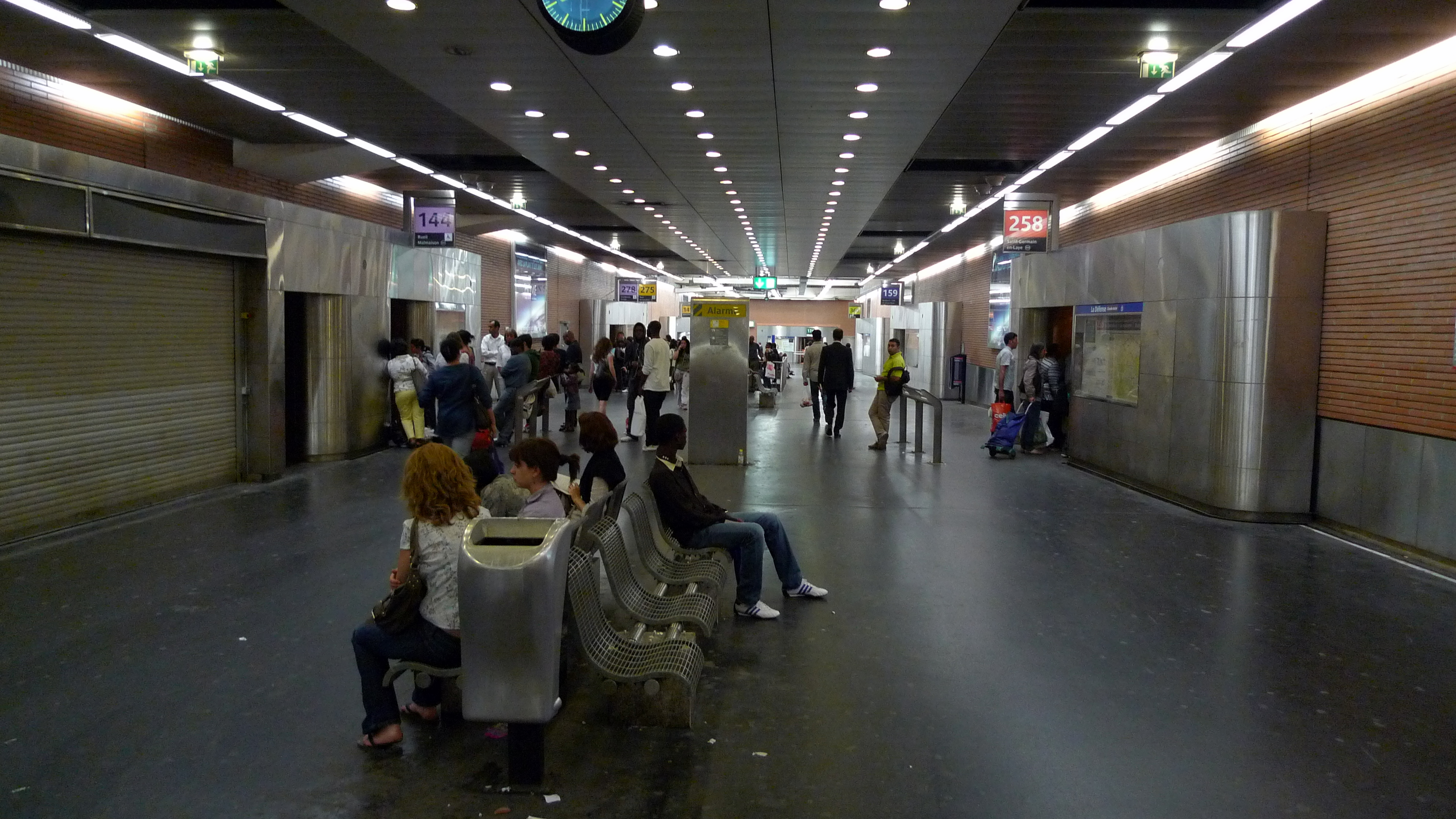
La gare routière souterraine de La Défense en 2009.

Le département est principalement desservi par le réseau de bus RATP.

## Transport fluvial
La Seine est navigable à grand gabarit dans le département (classe V CEMT). Le port de Gennevilliers (l'une des implantations de Ports de Paris devenu HAROPA) est l'un des plus grands ports fluviaux de France et d'Europe, avec six darses de 660 à 800 mètres de longueur, raccordé aux réseaux autoroutier et ferroviaire.

## Transport aérien
Le département ne compte aucun aéroport, mais les aéroports de Paris-Orly et Paris-Charles-de-Gaulle sont situés respectivement à quelques kilomètres et une vingtaine de kilomètres de la limite des Hauts-de-Seine. Le sud-est du département est relié aux deux aéroports par des transports en commun directs, le RER B et Orlyval.
L'héliport de Paris - Issy-les-Moulineaux - Valérie André se trouve à proximité immédiate des Hauts-de-Seine, dans le 15e arrondissement de Paris.

## Modes actifs
Le département est traversé par plusieurs voies vertes, véloroutes et sentiers de grande randonnée, dont La Seine à vélo et l'Avenue verte London-Paris sur le même itinéraire.
Les Hauts-de-Seine sont concernés par les lignes V2 (Vélizy-Villacoublay / Aéroport Charles-de-Gaulle), V3 (Maurepas-La Verrière / Parc des expositions de Paris-Nord Villepinte/Claye-Souilly), V4 (Cergy-Pontoise / Marne-la-Vallée Chessy), V5 (Poissy / Pontault-Combault), V6 (Cergy-Pontoise / Tournan-en-Brie/Verneuil-l'Étang), V7 (Mantes-la-Jolie / Saint-Fargeau-Ponthierry/Melun), V8 (Plaisir / Paris), V9 (Saint-Nom-la-Bretèche / Paris) et V20 (Grande ceinture) du projet de RER Vélo, réseau de pistes cyclables de moyenne distance à travers la région Île-de-France.